# Dierrey-Saint-Julien
Dierrey-Saint-Julien – miejscowość i gmina we Francji, w regionie Grand Est, w departamencie Aube.
Według danych na rok 1990 gminę zamieszkiwało 216 osób, a gęstość zaludnienia wynosiła 10 osób/km².